# 烏爾扎爾
乌尔扎尔 (Úrjar) 是 乌尔扎尔河 河谷的一个村庄，也是哈萨克阿拜州乌尔扎尔区的行政中心。 人口：17,320 （2009年人口普查结果）; 16,830（1999年人口普查结果）.
乌尔扎尔是原土尔扈特牧地雅尔，乾隆二十九年（1764年），参赞大臣绰勒多率绿营兵在此筑城，名曰肇丰城。同年，置塔爾巴哈臺參贊大臣一人，驻肇丰城。乾隆三十一年（1766年），因雅尔气候寒冷，时任参赞大臣的阿桂奏请于雅尔以西二百里之楚呼楚（今塔城市）筑城，乾隆皇帝御赐城名曰绥靖城，移塔尔巴哈台参赞大臣驻绥靖城。

## 著名居民

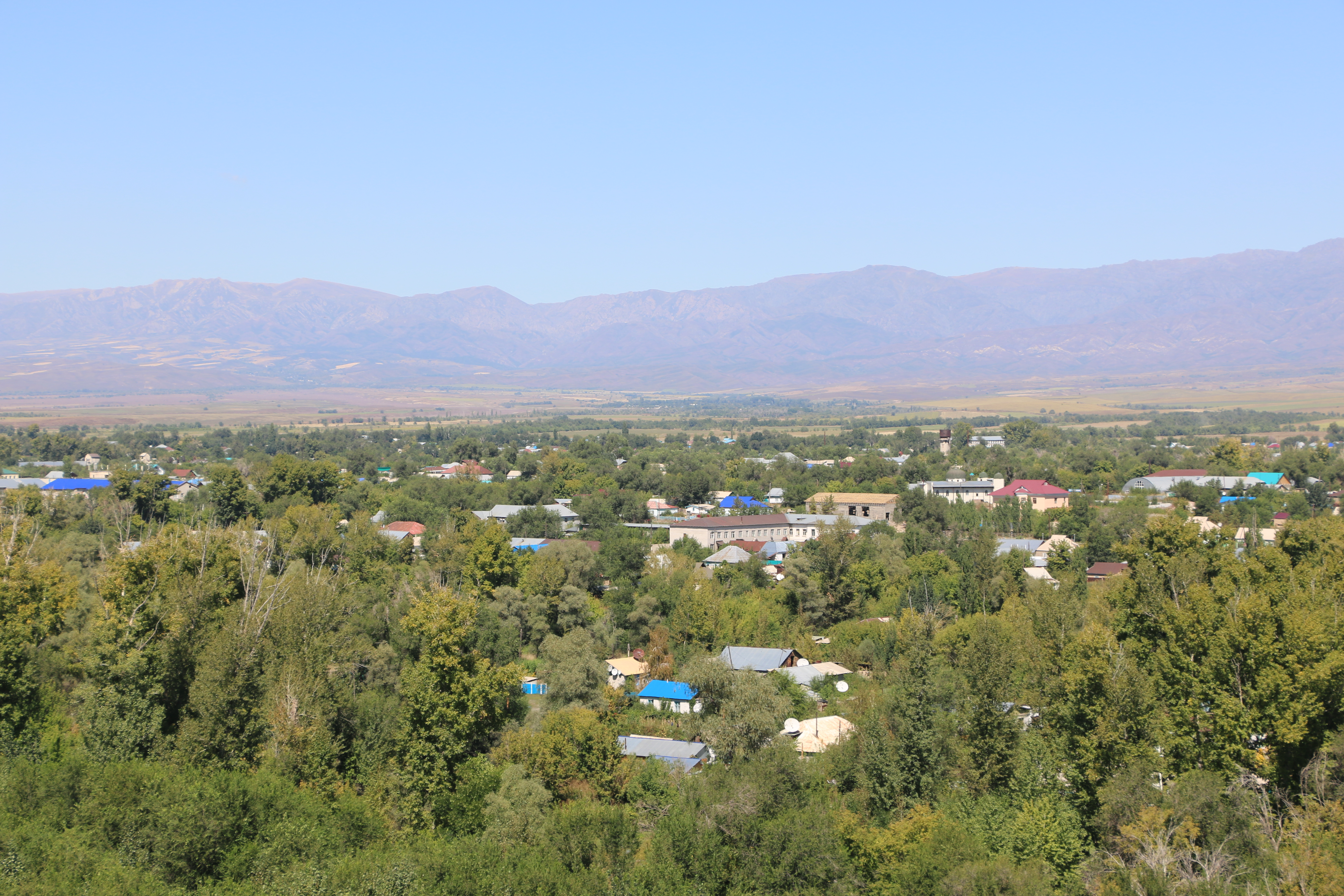
乌尔扎尔

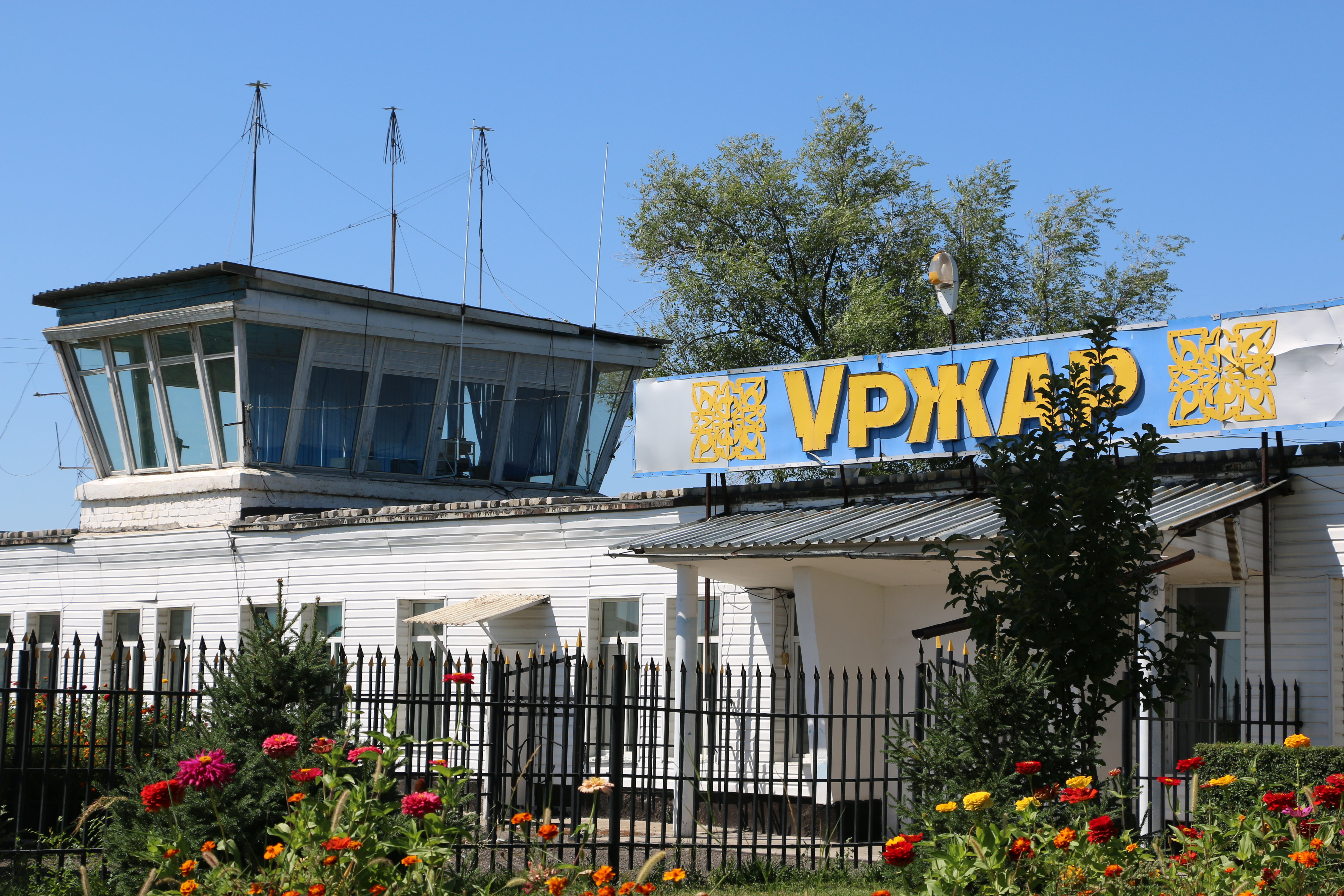
乌尔扎尔机场

- Almat Kebispayev（英语：Almat Kebispayev）（生于1987年）- 哈萨克摔跤运动员，世界锦标赛冠军，亚洲冠军。

- Dias Keneshev（英语：Dias Keneshev）（出生于 1981 年）- 哈萨克冬季两项运动员，2011年亚运会冠军 -

- Oxana Yatskaya（英语：Oxana Yatskaya）（生于1988年）- 哈萨克越野滑雪运动员，四届奥运选手，坎戈克勒七次亚运会冠军，大运会奖牌得主。